# バレッサ
バレッサ（イタリア語: Baressa）は、イタリア共和国サルデーニャ自治州オリスターノ県にある、人口約600人の基礎自治体（コムーネ）。

## 地理

### 位置・広がり

#### 隣接コムーネ
隣接するコムーネは以下の通り。括弧内のSUは南サルデーニャ県所属を示す。
- バラーディリ
- ゴンノスコディーナ
- ゴンノズノ
- シッディ (SU)
- シーマラ
- トゥッリ (SU)
- ウッサラマンナ (SU)